# Redlica (osada)
Redlica (do 1945 niem. Marienthal) – osada w Polsce, położona w województwie zachodniopomorskim, w powiecie polickim, w gminie Dobra (Szczecińska). Leży przy drodze gminnej pomiędzy Wąwelnicą a Bezrzeczem na zachodnim stoku Wału Bezleśnego.
Według danych urzędu gminy z 30 czerwca 2008 wieś miała 62 zameldowanych mieszkańców.
Sołectwo Skarbimierzyce stanowią dwie wsie: Skarbimierzyce i Redlica.

## Historia
W średniowieczu obszary Redlicy stanowiły uposażenie Fundacji Mariackiej (Marienstift), a później klasztoru św. Jana (Johanniskloster). W 1841 r. powstał tu folwark na gruntach majątku rolniczego w Wołczkowie. W 1823 r. folwark liczył 273 morgi ziemi, hodowano 20 koni i 60 sztuk bydła. Pod koniec XIX w. Redlica znalazła się na trasie Kolei Randowskiej (niem. Randower Bahn), która prowadziła od Stobna Szczecińskiego do Nowego Warpna. W 1939 r. majątek liczył 136 ha gruntów ornych i był własnością Augusta Hildacha. 15.10.1939 Redlica weszła w skład Wielkiego Miasta Szczecina.
Od 1 lipca 1947 obowiązuje nazwa Redlica.